# Шаумайер, Мария
Мария Шаумайер (нем. Maria Schaumayer; 7 октября 1931, Грац, Австрия — 23 января 2013, Вена) — австрийский экономист и политик. С 1990 по 1995 год была президентом Национального банка Австрии, став первой женщиной в мире, занявшей должность главы центрального банка. В 1996 году она была названа почетным гражданином Вены. Награждена Почетным знаком за заслуги перед Австрийской Республикой.

## Биография
Окончила Инсбрукский университет и Венский университет экономики и бизнеса. Работала в Creditanstalt. С 1965 по 1973 год была исполнительным членом городского совета Вены от Австрийской народной партии.
С 1982 по 1989 год она была финансовым директором OMV. С 1990 по 1995 год являлась президентом Национального банка Австрии. Была комиссаром Австрийского фонда примирения, мира и сотрудничества.